# فريدريك ماجل
فريدريك ماجل هو ملحن، عازف أرغن وعازف بيانو دنماركي ولد في 17 أبريل 1977.

## روابط خارجية
- فريدريك ماجل على موقع IMDb (الإنجليزية)
- فريدريك ماجل على موقع ميوزك برينز (الإنجليزية)
- فريدريك ماجل على موقع أول ميوزيك (الإنجليزية)